# 巴达克鱼科
巴达克鱼科（学名：Bardackichthyidae）为乞丐鱼目的一个科。

## 下级分类
本科包括以下属：
- 御町天草鱼属 Amakusaichthys Yabumoto et al., 2018
- 巴达克鱼属 Bardackichthys Hacker & Shimada, 2021